# 神戸市立魚崎中学校
神戸市立魚崎中学校（こうべしりつ うおざきちゅうがっこう）は、兵庫県神戸市東灘区にある公立中学校。

## 校訓[2]
「自主・友愛・創造」

## 部活動

### 運動部
- 野球部
- サッカー部
- 陸上競技部
- 卓球部
- ソフトテニス部
- バスケットボール部
- 剣道部
- 女子バレーボール部

### 文化部
- 吹奏楽部
- 図書部
- 手芸部

## 交通アクセス
- 国道43号 瀬戸交差点を南へすぐ
- 阪神電鉄 青木駅より南へ5分

## 通学区域が隣接している学校
- 神戸市立本庄中学校
- 神戸市立本山南中学校
- 神戸市立住吉中学校
- 神戸市立向洋中学校 （海を挟んで隣接。）